# Luc Martinsen

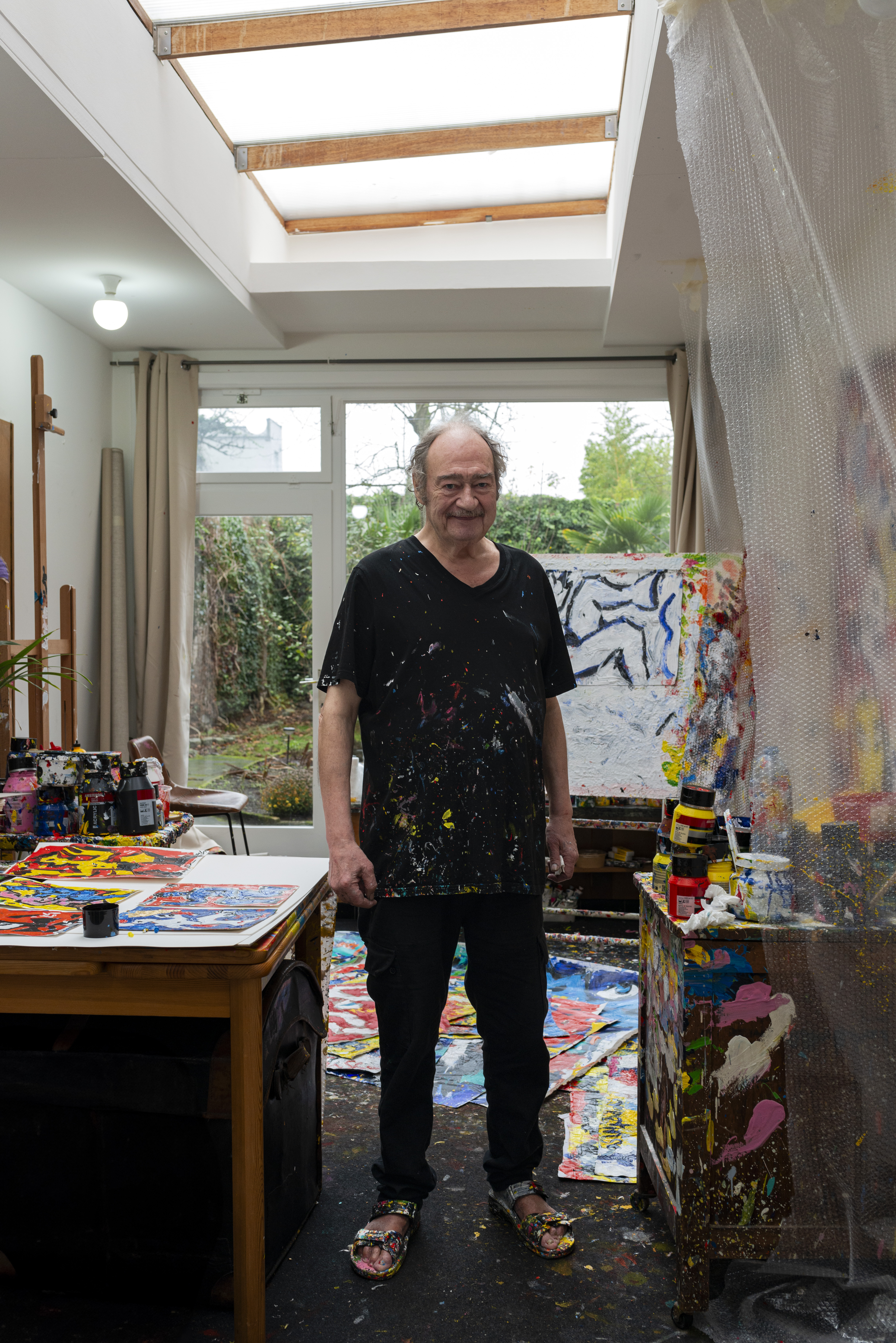
Luc Martinsen. Portret door Samuel Pennynck, 2024.

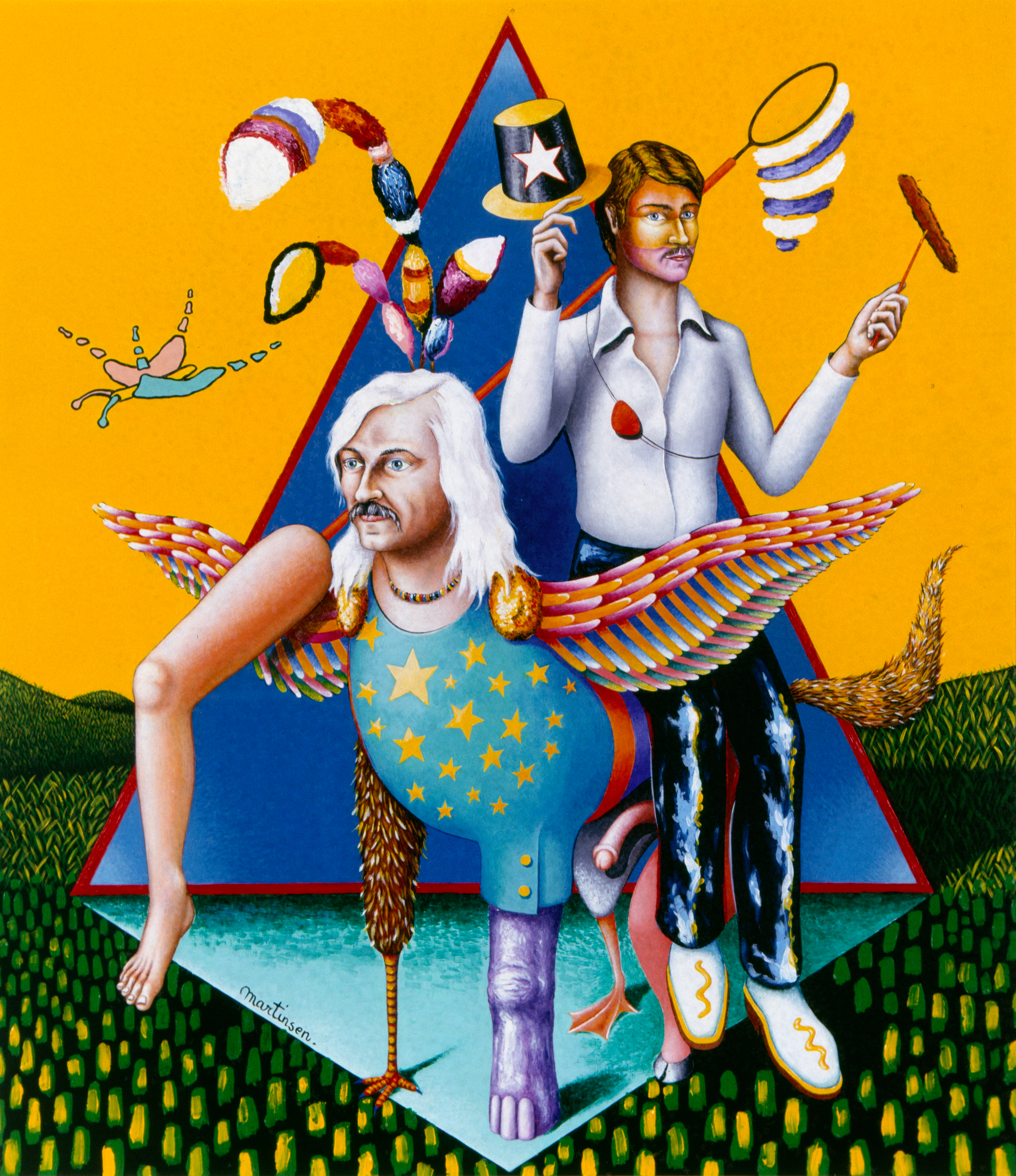
Op de rug van de grote vogel (1979, acryl op paneel, 70x80)

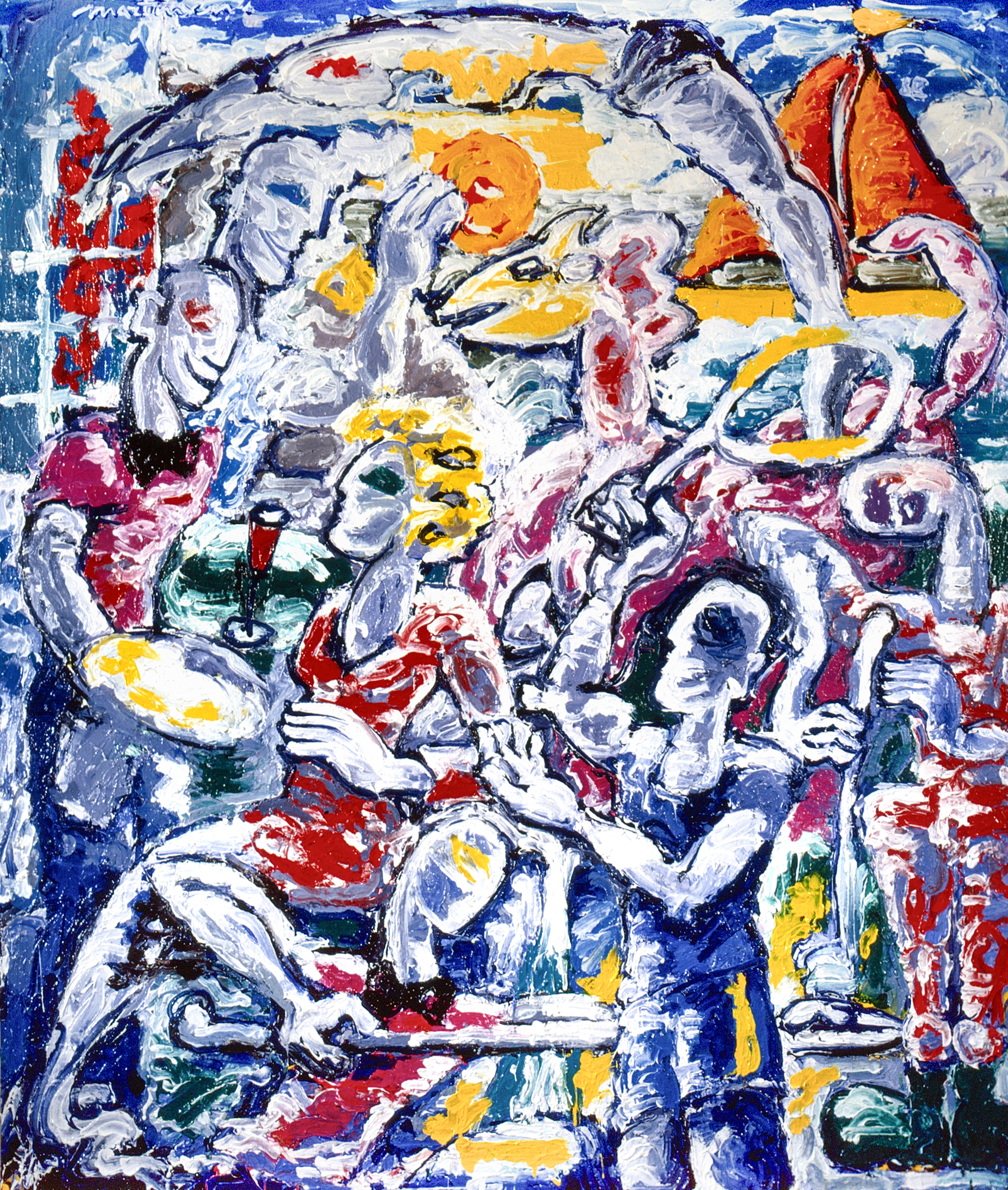
Ontspanning in wit licht (1988, O-D, 200x170)

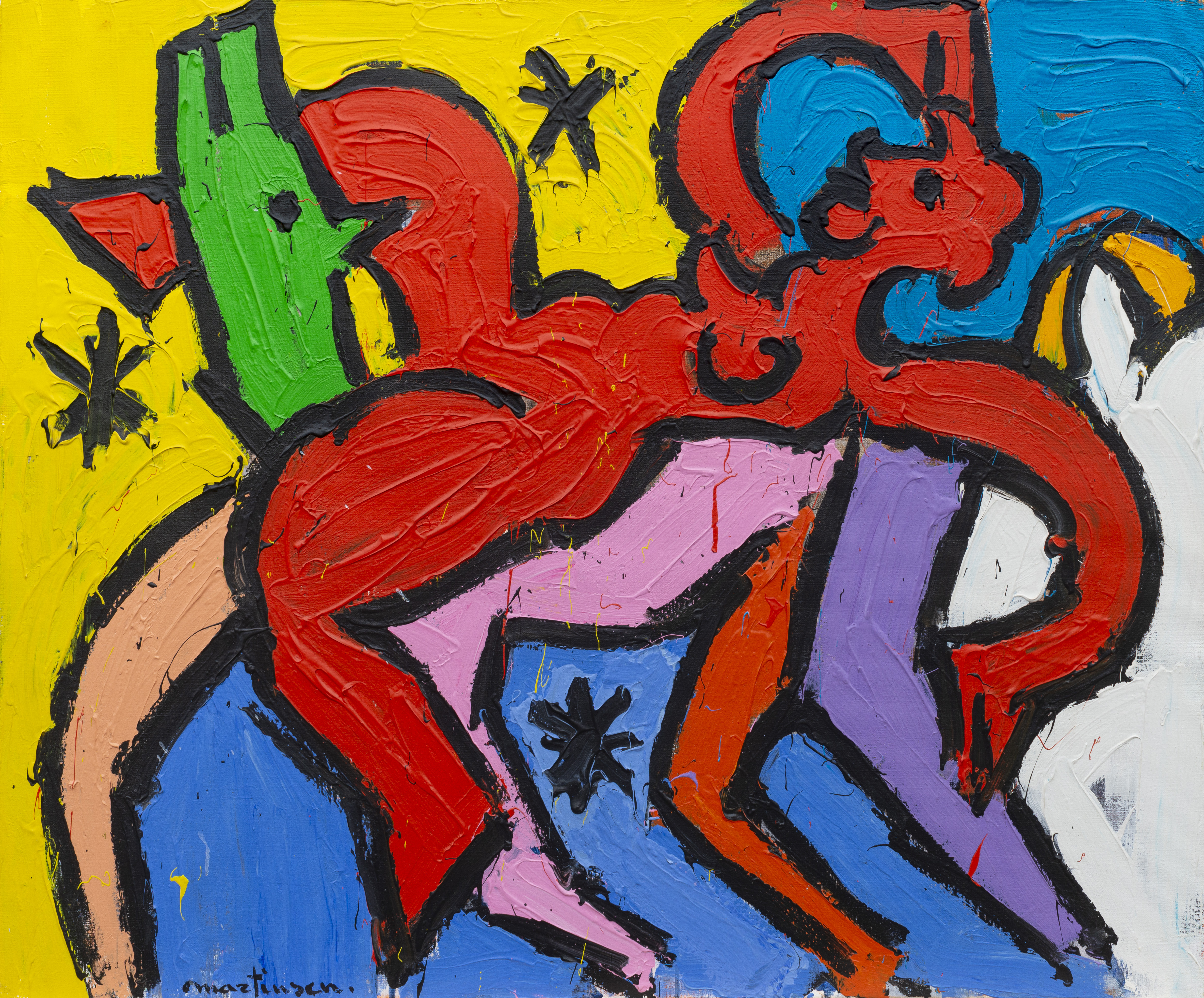
Op de rug van het dier (ca. 2003-4, 100x120cm, acryl op doek)

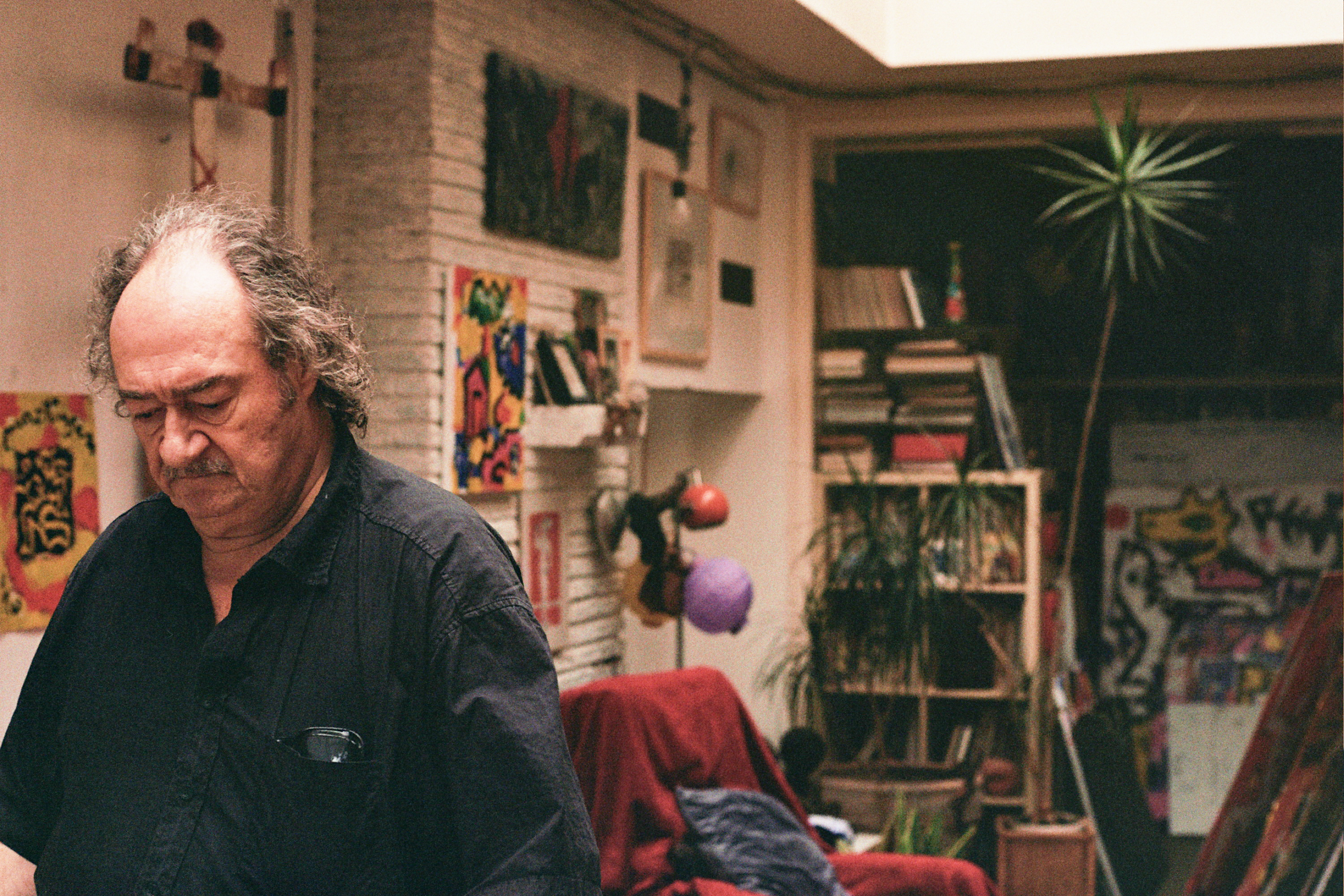
Luc Martinsen (2020). Foto door Samuel Pennynck.

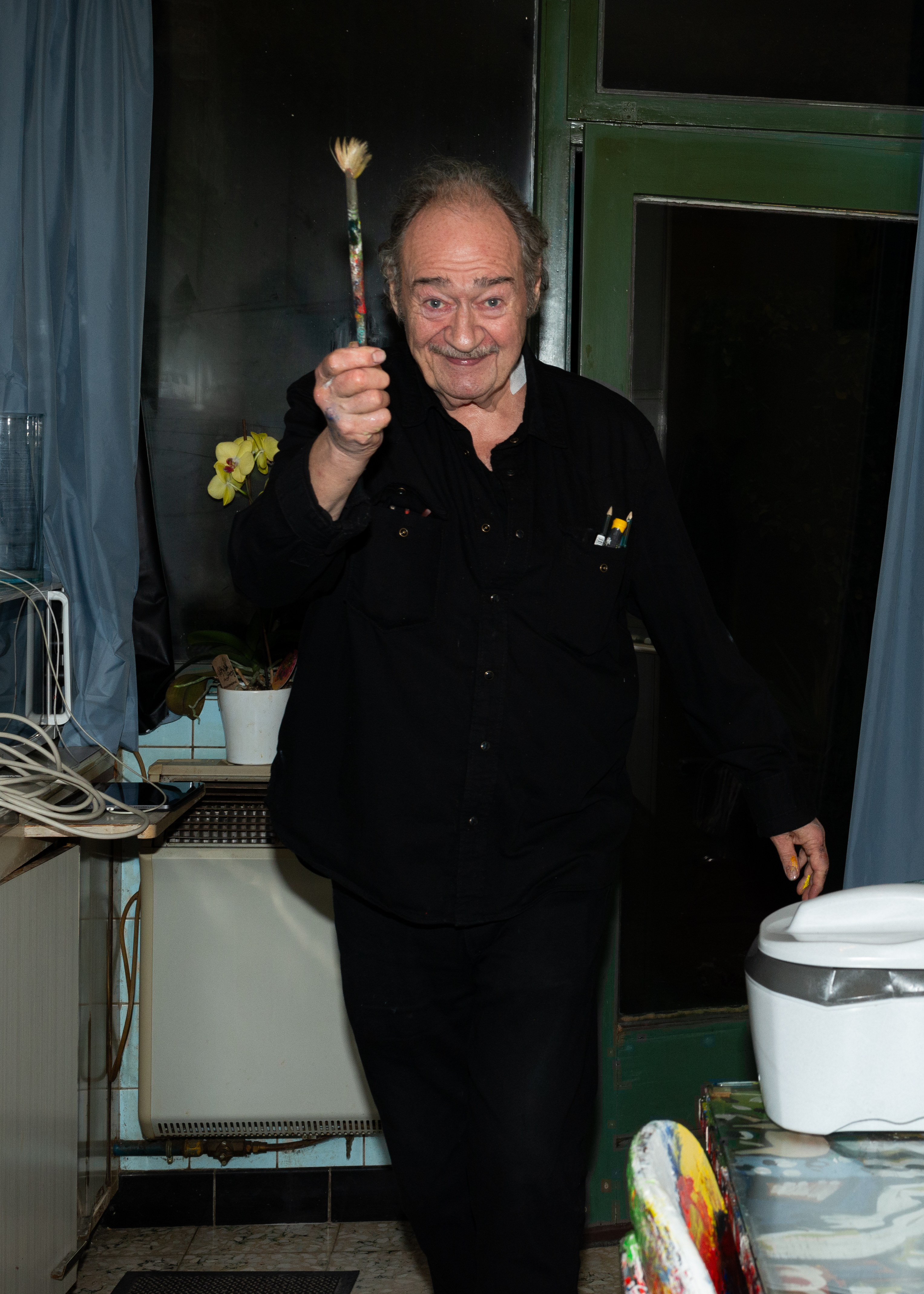
Luc Martinsen door Samuel Pennynck

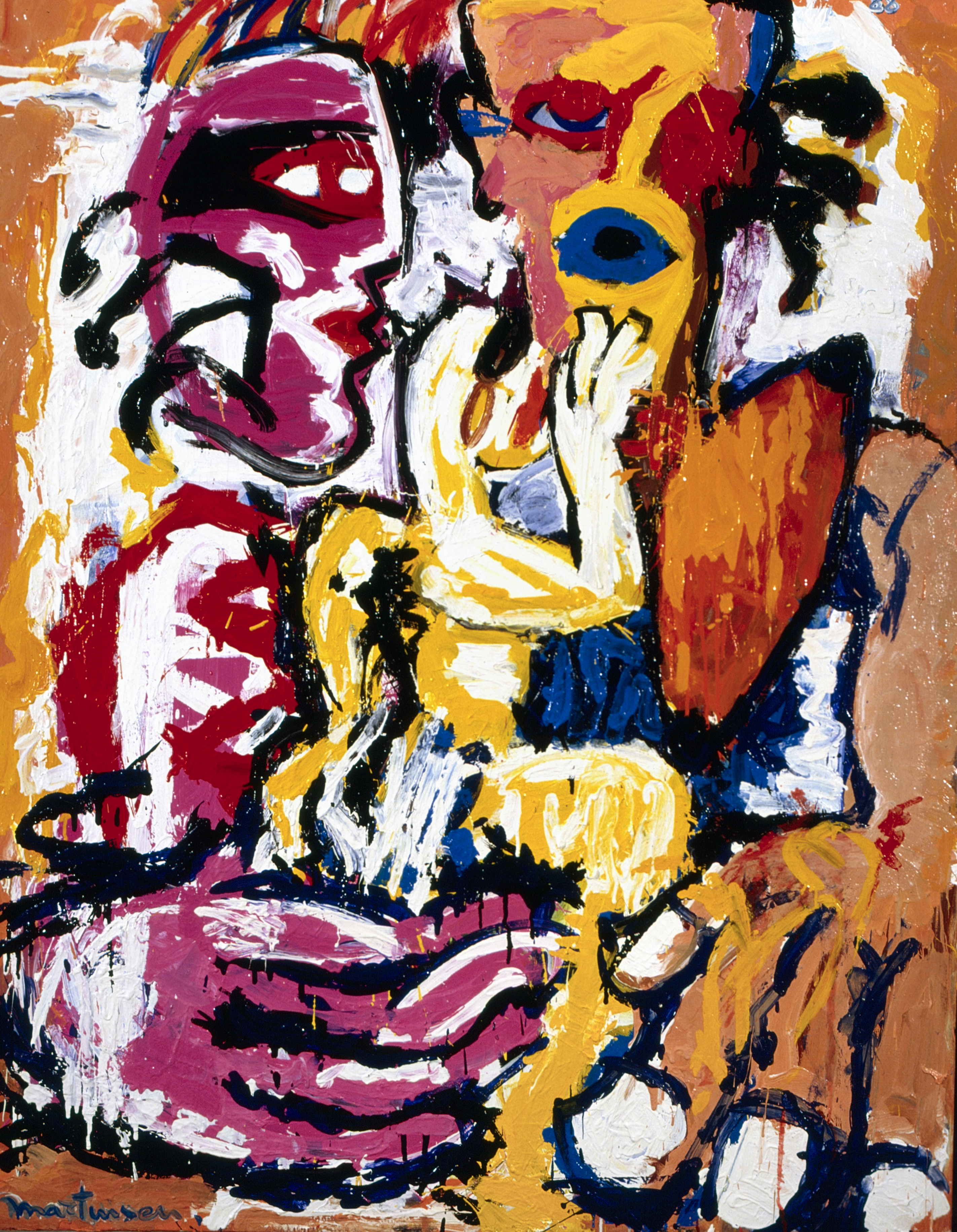
Het geschenk (1988, olieverf op doek, 140x110)

Luc Martinsen (Oostende, 1951) is een Belgisch kunstschilder die vooral werkt binnen het kader van het neo-expressionisme, hoewel hij zijn oeuvre zich doorheen verschillende stijlen navigeert. Als schilder/graficus liep hij school aan de academie van Gent, later was hij leerling, vriend en collega van schilder Etienne Elias. In de jaren 70 vertrok Martinsen vanuit de gedetailleerde stijl van Elias (Nieuwe Visie). Daar voegde hij al snel zijn eigen magische en symbolistische eigenheid aan toe (zie Op de rug van de grote vogel en De verkouden criticus). Enkele jaren later, in de loop van de jaren 80, verdiept hij zich in een stijl die sterk beïnvloed wordt door de Duitse Nieuwe Wilden en de Italiaanse Transavanguardia (zie Het gesprek omtrent de muze, Tipsy en Saxy). Na deze periode keert hij terug naar een figuratie, hetzij met een evenzeer wild, overvloedig verfgebruik. Dit wordt gekenmerkt door de duidelijk zichtbare penseelstreek en dus aanwezigheid van de verf (en de schilder), die hij meeneemt van de Nieuwe Wilden (zie De Vluchtelingen, The Attack, Luna Twist, Sorrow, My Little World en Het Narrenschip). Na de terugkeer tot figuratie vertoont het werk van Martinsen vanaf ca. 2021/2022 een terug een heel erg explosief verfgebruik, met een grote neiging tot abstractie, waarbij de materie van de verf schijnbaar lijkt te prevaleren op de inhoud, hoewel deze laatste altijd een essentiële rol blijft behouden. De figuratie verdwijnt steeds meer in het geheel aan verf en emotie. De penseelstreken en de kleuren worden dermate aanwezig op de voorgrond dat gesproken kan worden van een abstract-expressionistische houding in recent werk.
Martinsen werkte samen met onder meer kunstenaars als Eddy De Buf, muziekband Gaudi en schrijver Flor Vandekerckhove (De Trein: een novelle). In 1982 werd hij als een van de vertegenwoordigers van de 'nieuwe Schilderkunst' opgenomen in de collectie van het Mu.ZEE voorheen PMMK te Oostende. Er werd werk van hem opgenomen in onder meer 'Beeldend Oostende, 200 jaar beeldende kunsten in Oostende' (Norbert Hostyn, 1993) en 'Modernism in Painting, 10 jaar schilderkunst in Vlaanderen' (Willy Van den Bussche et al., 1992). Verder verschenen nog zo'n negen catalogi van zijn werk. 
Martinsen nam deel aan meer dan 100 tentoonstellingen gedurende zijn langlopende carrière. Zelf organiseerde hij tal van tentoonstellingen en events in zijn Galerie de Feniks.    

## Externe link

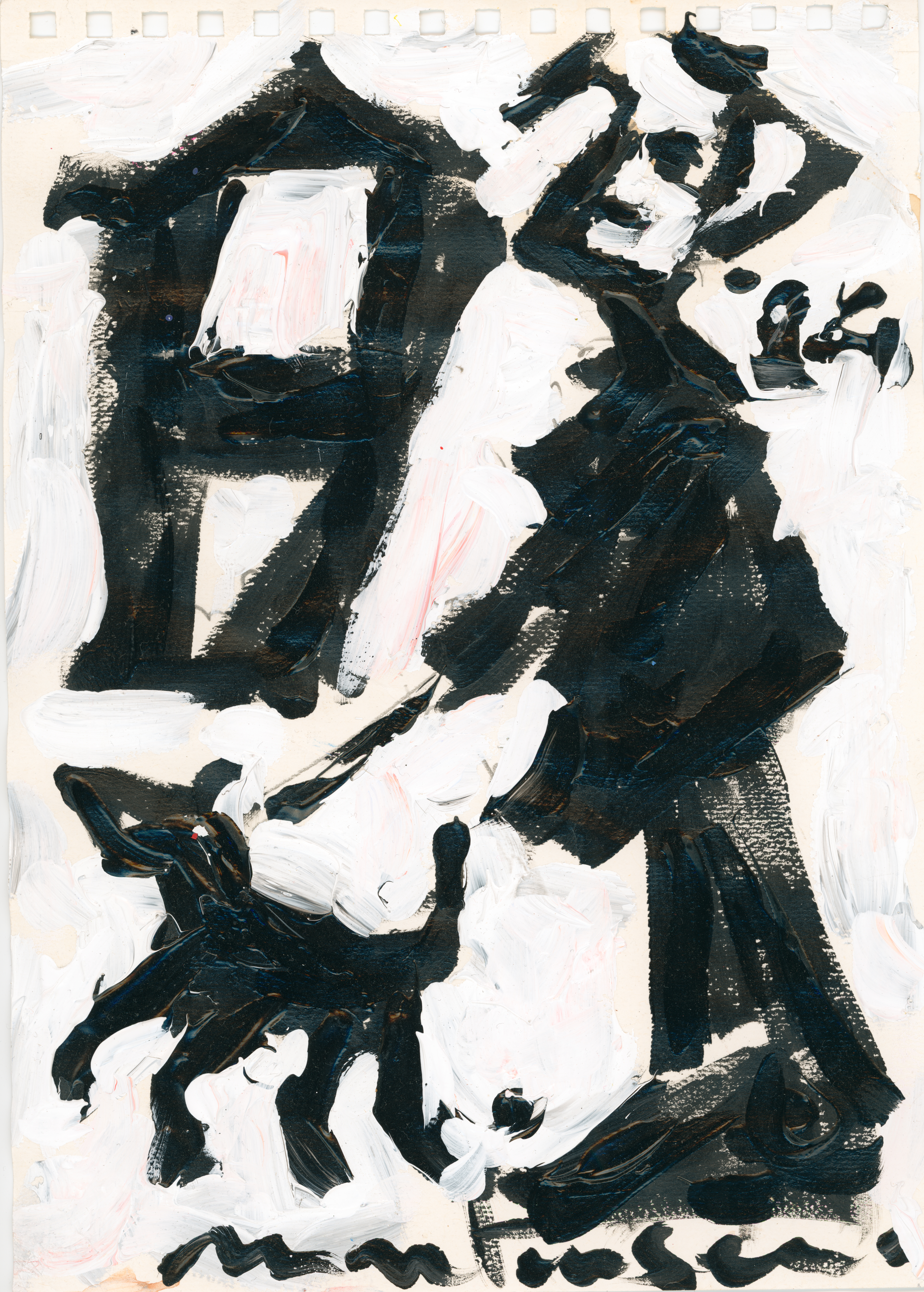
Luc Martinsen La dame avec sa chien (acryl op papier, A4, 2024)

## Literatuur

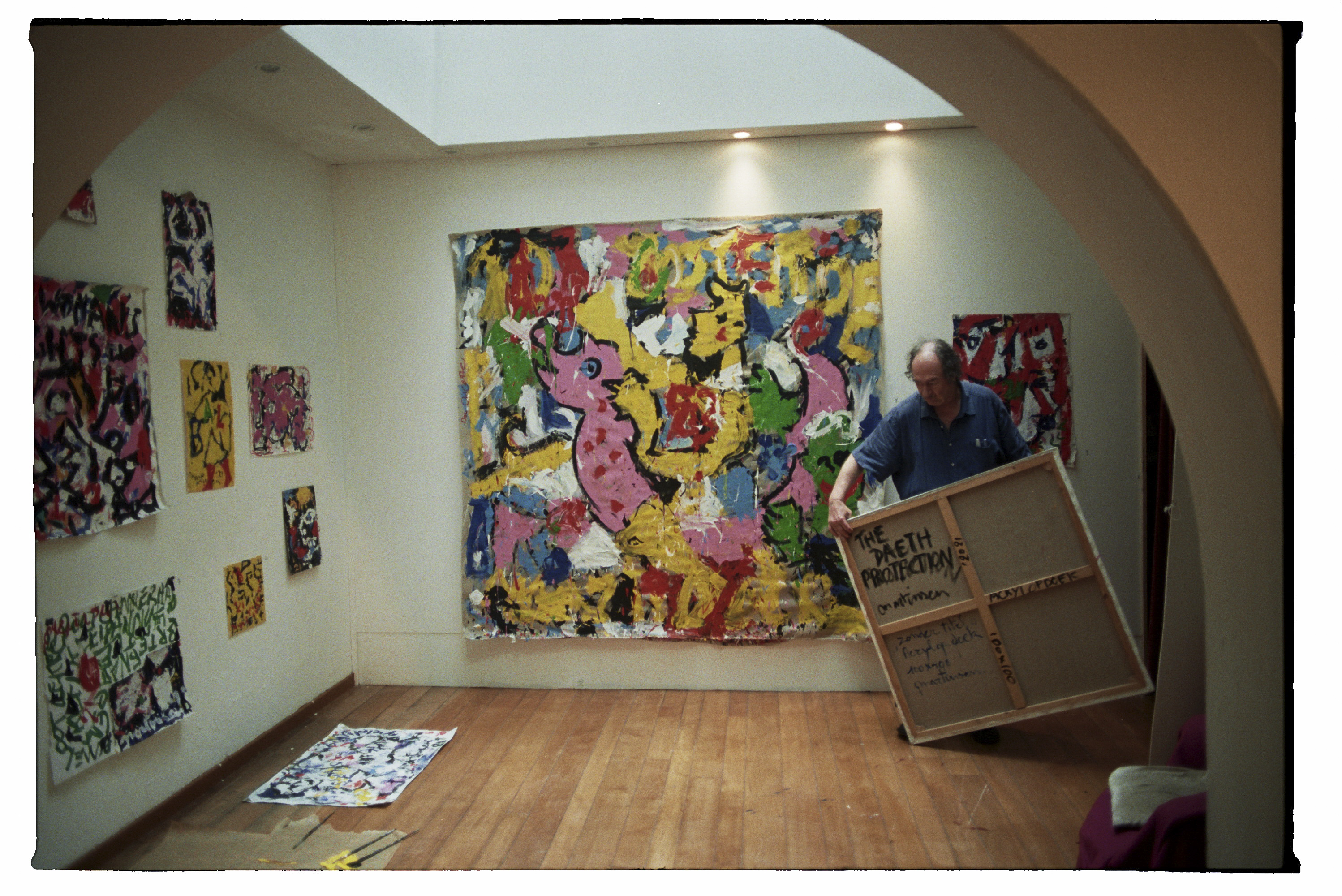

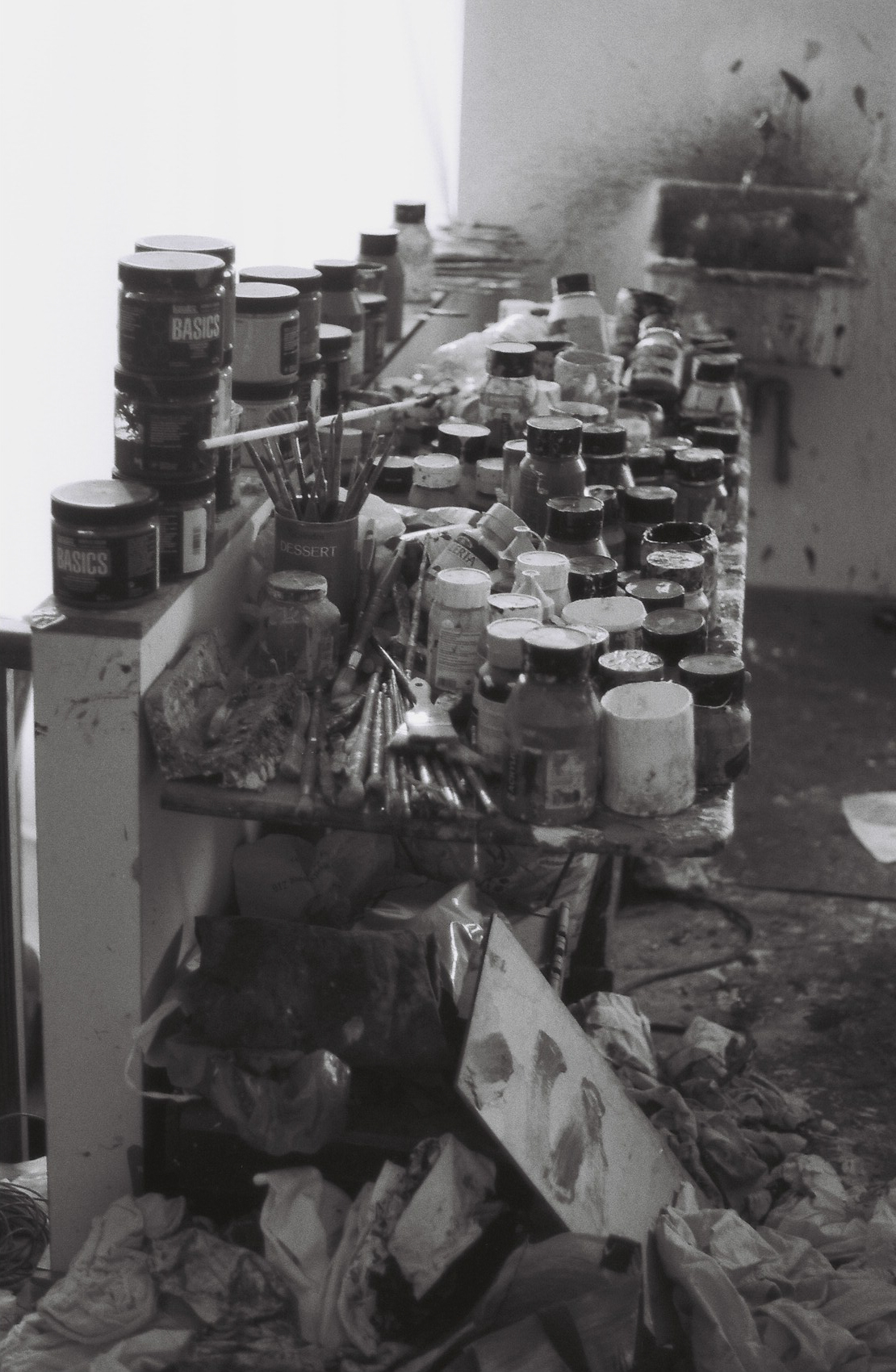
Atelier Luc Martinsen: verf en wasbak. Foto door Samuel Pennynck (2020).